# Gruney
Gruney (no confundir con Grunay, isla de las Skerries Exteriores) es una pequeña isla deshabitada, localizada en el archipiélago de las Shetland, Escocia. Se encuentra ubicada al norte de la península de Northmavine.
Gruney alberga una población importante del ave paíño boreal. El islote cuenta también con un faro.
- Datos: Q616763
- Multimedia: Gruney / Q616763